# DeRon Hayes
DeRon Hayes (* 13. April 1970 in Lakeland (Florida)) ist ein ehemaliger US-amerikanisch-französischer Basketballspieler.

## Laufbahn
Hayes, ein 1,98 Meter großer Flügelspieler, war von 1989 bis 1993 Mitglied der Hochschulmannschaft der Pennsylvania State University in seinem Heimatland. In 122 Spielen erzielte er im Schnitt 12,9 Punkte und 5 Rebounds je Begegnung, seine besten Angriffsleistungen zeigte Hayes während der Saison 1990/91 (15 Punkte/Spiel).
Seine Laufbahn als Berufsbasketballspieler begann in der Saison 1993/94 mit einem kurzen Engagement beim französischen Zweitligisten ALM Évreux (4 Spiele: 14,3 Punkte/Spiel), ehe er zu Academico de Porto nach Portugal wechselte. Von 1994 bis 1996 stand Hayes bei den Solna Vikings in Schweden unter Vertrag, in der Saison 1996/97 zunächst bei Schachtar Donezk (Ukraine). Im Januar 1997 kam es zur Trennung, Hayes wechselte zu BK Samara nach Russland, dort blieb er bis zum Ende des Spieljahres 1997/98.
Hayes kehrte nach Frankreich zurück, unterschrieb beim Erstligisten Cholet Basket und spielte dort von 1998 bis 2000. In der Saison 2000/01 stand er in der US-Liga ABA in Diensten der Mannschaft Indiana Legends. Es folgte die Rückkehr nach Frankreich. Er stand in den Jahren danach bei mehreren Erstligisten unter Vertrag: JL Bourg-en-Bresse  (2001/02), erneut Cholet (2004 bis 2004), SLUC Nancy Basket (2004 bis 2007). In der Saison 2007/08 spielte Hayes, der im Laufe seiner Spielerkarriere die französische Staatsbürgerschaft erhielt, bei Limoges CSP in der zweiten, dann abermals bei Cholet Basket in der ersten Liga. 2008/09 ging er für ein Jahr nach Évreux (zweite Liga) zurück und ließ seine Spielerzeit dann bei unterklassigen Vereinen ausklingen, er spielte bis 2017. In den Jahren 2005, 2006 und 2007 wurde Hayes mit seinen Mannschaften französischer Vizemeister, 1999 errang er mit Cholet den Sieg im französischen Pokalwettbewerb. Seinen besten Punktwert in einer Saison der ersten französischen Liga erreichte der insbesondere als guter Werfer bekannte Hayes 1998/99 mit 12,7 pro Partie.
Als Jugendtrainer war er von 2015 bis 2017 für Cholet Basket tätig, 2017 gewann Cholets U18-Mannschaft unter seiner Leitung die französische Meisterschaft sowie die U17-Mannschaft den französischen Jugendpokalwettbewerb.
Hayes ist mit der ehemaligen französischen Basketballspielerin Sandrine Demiannay verheiratet, der gemeinsame Sohn Killian Hayes wurde ebenfalls Berufsbasketballspieler.